# 膠西郡
膠西郡（こうせい-ぐん）は、中国にかつて存在した郡。秦代から漢代にかけて、現在の山東省濰坊市一帯に設置された。

## 概要
秦により膠西郡が立てられた。
紀元前201年（漢の高帝6年）、劉肥が斉王となり、膠東郡・膠西郡・臨菑郡・済北郡・博陽郡・城陽郡の73県を管轄する斉国が立てられた。
紀元前164年（文帝16年）、劉卬が膠西王となり、膠西国が立てられた。紀元前108年（元封3年）、膠西王劉端が死去すると、後嗣がなく、膠西国は廃止され、膠西郡と改められた。紀元前73年（本始元年）、広陵王劉胥の末子劉弘が高密王となり、膠西郡は廃止されて高密国が置かれた。